# Copa do Mundo de Futebol Feminino Sub-17 de 2018
A Copa do Mundo de Futebol Feminino Sub-17 de 2018 foi a sexta edição do evento organizado pela Federação Internacional de Futebol (FIFA), sendo restrito a jogadoras com idade máxima de 17 anos.
O torneio foi realizado no Uruguai com início em 13 de novembro e término em 1 de dezembro. Teve a participação de 16 seleções qualificadas previamente por meio dos campeonatos continentais da categoria. As partidas foram disputadas em três cidades do sul uruguaio.
A Espanha conquistou o seu primeiro título na categoria ao vencer o México na final por 2–1.

## Candidatura
Em 6 de março de 2014, a FIFA anunciou que o processo de escolha para sede do torneio tinha iniciado. Nações interessadas em ser sede precisaram declarar o interesse até 15 de abril de 2014 e prover todos os documentos necessários até 31 de outubro de 2014.
Nações que demonstraram interesse em sediar o torneio:
- Bósnia e Herzegovina
- Egito
- Finlândia
- Irlanda do Norte
- Suécia

Originalmente, a sede seria escolhida no encontro do Comitê Executivo da FIFA que foi realizado nos dias 19 e 20 de março de 2015, porém nenhum anuncio foi realizado após o encontro.
Durante a visita do Presidente da FIFA, Gianni Infantino, no Uruguai em março de 2016, o país demonstrou interesse em sediar o evento. O Comitê Executivo da FIFA anunciou o Uruguai como sede em 10 de maio de 2016.

## Seleções qualificadas
Dezesseis seleções participaram do torneio, divididas por todas as federações afiliadas à FIFA, com vagas distribuídas da seguinte maneira:
| Confederação                                  | Torneio de qualificação                                  | Qualificada (s)                     |
| --------------------------------------------- | -------------------------------------------------------- | ----------------------------------- |
| AFC (Ásia)                                    | Campeonato Asiático Sub-16 de 2017                       | Coreia do Norte Coreia do Sul Japão |
| CAF (África)                                  | Torneio Qualificatório Sub-17 da CAF de 2018             | África do Sul Camarões Gana         |
| CONCACAF (América do Norte, Central e Caribe) | Campeonato da CONCACAF Sub-17 de 2018                    | Estados Unidos México Canadá        |
| CONMEBOL (América do Sul)                     | Campeonato Sul-Americano Sub-17 de 2018                  | Brasil Colômbia                     |
| OFC (Oceania)                                 | Campeonato da Oceania de Futebol Feminino Sub-16 de 2017 | Nova Zelândia                       |
| UEFA (Europa)                                 | Campeonato Europeu Sub-17 de 2018                        | Espanha Alemanha Finlândia          |
| País-sede                                     | País-sede                                                | Uruguai                             |

## Sedes
| Estádio Profesor Alberto Suppici                                  | Estádio Domingo Burgueño     | Estádio Charrúa              |
| 34° 28′ 01″ S, 57° 50′ 43″ O                                      | 34° 54′ 52″ S, 54° 57′ 19″ O | 34° 52′ 42″ S, 56° 05′ 22″ O |
| Capacidade: 6 500                                                 | Capacidade: 22 000           | Capacidade: 14 000           |
|                                                                   |                              |                              |
| Colônia do Sacramento Maldonado MontevidéuLocalização das cidades |                              |                              |

## Arbitragem
As seguintes árbitras foram designadas para o torneio:
| Árbitro                   | Assistentes                                    |     |
| AFC                       | AFC                                            | AFC |
| ------------------------- | ---------------------------------------------- | --- |
| AUS Casey Reibelt         | KOR Lee Seul-gi VIE Trương Thị Lệ Trinh        |     |
| JPN Yoshimi Yamashita     | JPN Naomi Teshirogi JPN Makoto Bozono          |     |
| CONCACAF                  |                                                |     |
| CAN Marie-Soleil Beaudoin | JAM Stephanie-Dale Yee Sing JAM Princess Brown |     |
| USA Ekaterina Koroleva    | USA Felisha Mariscal USA Deleana Quan          |     |
| MEX Lucila Venegas        | MEX Mayte Chávez MEX Enedina Caudillo          |     |
| CONMEBOL                  |                                                |     |
| CHI María Carvajal        | CHI Leslie Vázquez CHI Loreto Toloza           |     |
| ARG Laura Fortunato       | ARG Mariana de Almeida                         |     |
|                           | PAR Nilda Gamarra COL Mary Blanco              |     |

| Árbitro                    | Assistentes                                    |
| CAF                        | CAF                                            |
| -------------------------- | ---------------------------------------------- |
| RWA Salima Mukansanga      | MLI Fanta Idrissa Koné BFA Bielignin Somé      |
| OFC                        |                                                |
|                            | NZL Sarah Jones                                |
| UEFA                       |                                                |
| POR Sandra Braz            | ESP Rocío Puente Pino UKR Oleksandra Ardasheva |
| GER Riem Hussein           | SCO Kylie Cockburn ROU Mihaela Ţepuşă          |
| HUN Katalin Kulcsár        | HUN Katalin Török CZE Lucie Ratajová           |
| SWE Sara Persson           | SWE Julia Magnusson ENG Lisa Rashid            |
| RUS Anastasia Pustovoitova | RUS Ekaterina Kurochkina SVK Mária Súkeníková  |
|                            | NED Nicolet Bakker                             |

## Sorteio
O sorteio oficial foi realizado em 30 de maio de 2018 na sede da FIFA, em Zurique.
| Pote 1                                        | Pote 2                                    | Pote 3                                                       | Pote 4                                            |
| --------------------------------------------- | ----------------------------------------- | ------------------------------------------------------------ | ------------------------------------------------- |
| - Uruguai - Japão - Coreia do Norte - Espanha | - Alemanha - Gana - Canadá[a] - México[a] | - Brasil - Nova Zelândia - Estados Unidos[a] - Coreia do Sul | - Colômbia - África do Sul - Camarões - Finlândia |

a. ^ Não definido no momento do sorteio.

## Publicidade

### Mascote
Em 7 de junho de 2018, foi apresentada a mascote oficial: a capivara uruguaia "Capi".

## Fase de grupos
O calendário oficial foi revelado em 30 de maio de 2018.
Os vencedores do grupo e os vice-campeões avançam para as quartas de final.
|  | Equipes classificadas às quartas de final |
|  | Equipes eliminadas                        |

Todas as partidas seguem o fuso horário local (UTC−3).

### Grupo A
| Seleção       | Pts | J | V | E | D | GP | GC | SG |
| ------------- | --- | - | - | - | - | -- | -- | -- |
| Gana          | 9   | 3 | 3 | 0 | 0 | 10 | 1  | +9 |
| Nova Zelândia | 6   | 3 | 2 | 0 | 1 | 3  | 3  | 0  |
| Finlândia     | 1   | 3 | 0 | 1 | 2 | 2  | 5  | –3 |
| Uruguai       | 1   | 3 | 0 | 1 | 2 | 2  | 8  | –6 |

| 13 de novembro | Nova Zelândia | 1 – 0     | Finlândia | Estádio Charrúa, Montevidéu                   |
| 16:00          | Brown 41'     | Relatório |           | Público: 1 385 Árbitro: JPN Yoshimi Yamashita |

| 13 de novembro | Uruguai | 0 – 5     | Gana                                              | Estádio Charrúa, Montevidéu                |
| 19:00          |         | Relatório | Mumuni 20' · Abdulai 25', 78', 90+1' · Pokuaa 66' | Público: 9 657 Árbitro: MEX Lucila Venegas |

| 16 de novembro | Finlândia    | 1 – 3     | Gana                                 | Estádio Charrúa, Montevidéu               |
| 16:00          | Kantanen 75' | Relatório | Pokuaa 6' · Abdulai 13' · Animah 86' | Público: 858 Árbitro: ARG Laura Fortunato |

| 16 de novembro | Uruguai   | 1 – 2     | Nova Zelândia             | Estádio Charrúa, Montevidéu                   |
| 19:00          | Aquino 8' | Relatório | Wisnewski 26' · Brown 36' | Público: 4 619 Árbitro: RWA Salima Mukansanga |

| 20 de novembro | Finlândia    | 1 – 1     | Uruguai     | Estádio Domingo Burgueño, Maldonado            |
| 17:00          | Vuorinen 51' | Relatório | Pizarro 79' | Público: 2 093 Árbitro: USA Ekaterina Koroleva |

| 20 de novembro | Gana             | 2 – 0     | Nova Zelândia | Estádio Charrúa, Montevidéu            |
| 17:00          | Abdulai 61', 89' | Relatório |               | Público: 359 Árbitro: SWE Sara Persson |

### Grupo B
| Seleção       | Pts | J | V | E | D | GP | GC | SG |
| ------------- | --- | - | - | - | - | -- | -- | -- |
| Japão         | 5   | 3 | 1 | 2 | 0 | 7  | 1  | +6 |
| México        | 5   | 3 | 1 | 2 | 0 | 2  | 1  | +1 |
| Brasil        | 4   | 3 | 1 | 1 | 1 | 4  | 2  | +2 |
| África do Sul | 1   | 3 | 0 | 1 | 2 | 1  | 10 | –9 |

| 13 de novembro | Brasil | 0 – 0     | Japão | Estádio Domingo Burgueño, Maldonado       |
| 14:00          |        | Relatório |       | Público: 412 Árbitro: HUN Katalin Kulcsár |

| 13 de novembro | México | 0 – 0     | África do Sul | Estádio Domingo Burgueño, Maldonado      |
| 17:00          |        | Relatório |               | Público: 592 Árbitro: CHI María Carvajal |

| 16 de novembro | Japão                                                                  | 6 – 0     | África do Sul | Estádio Domingo Burgueño, Maldonado             |
| 14:00          | Osawa 4', 23' · Tanaka 37' (pen) · Ito 41', 55' (pen) · Yamamoto 90+1' | Relatório |               | Público: 392 Árbitro: CAN Marie-Soleil Beaudoin |

| 16 de novembro | México   | 1 – 0     | Brasil | Estádio Domingo Burgueño, Maldonado    |
| 17:00          | Buso 43' | Relatório |        | Público: 677 Árbitro: SWE Sara Persson |

| 20 de novembro | Japão         | 1 – 1     | México       | Estádio Domingo Burgueño, Maldonado         |
| 14:00          | Kinoshita 40' | Relatório | González 63' | Público: 572 Árbitro: RWA Salima Mukansanga |

| 20 de novembro | África do Sul | 1 – 4     | Brasil                                                           | Estádio Charrúa, Montevidéu            |
| 14:00          | Vilakazi 53'  | Relatório | Jheniffer 50' · Júlia 51' (pen) · Amanda 54' · Maria Eduarda 60' | Público: 188 Árbitro: GER Riem Hussein |

### Grupo C
| Seleção         | Pts | J | V | E | D | GP | GC | SG |
| --------------- | --- | - | - | - | - | -- | -- | -- |
| Alemanha        | 6   | 3 | 2 | 0 | 1 | 8  | 2  | +6 |
| Coreia do Norte | 6   | 3 | 2 | 0 | 1 | 6  | 5  | +1 |
| Camarões        | 3   | 3 | 1 | 0 | 2 | 2  | 5  | –3 |
| Estados Unidos  | 3   | 3 | 1 | 0 | 2 | 3  | 7  | –4 |

| 14 de novembro | Estados Unidos                       | 3 – 0     | Camarões | Estádio Alberto Suppici, Colônia do Sacramento |
| 14:00          | Fishel 22' · Fontes 45+5' (pen), 81' | Relatório |          | Público: 593 Árbitro: AUS Casey Reibelt        |

| 14 de novembro | Coreia do Norte | 1 – 4     | Alemanha                                    | Estádio Alberto Suppici, Colônia do Sacramento   |
| 17:00          | Yun Ji-hwa 69'  | Relatório | Blümel 14' · Corley 35', 70' · Weidauer 84' | Público: 743 Árbitro: RUS Anastasia Pustovoitova |

| 17 de novembro | Estados Unidos | 0 – 3     | Coreia do Norte                                        | Estádio Alberto Suppici, Colônia do Sacramento |
| 14:00          |                | Relatório | Ri Kum-hyang 25' · Kim Yun-ok 32' · Kim Kyong-yong 52' | Público: 573 Árbitro: HUN Katalin Kulcsár      |

| 17 de novembro | Alemanha | 0 – 1     | Camarões   | Estádio Alberto Suppici, Colônia do Sacramento |
| 17:00          |          | Relatório | Kameni 54' | Público: 1 227 Árbitro: MEX Lucila Venegas     |

| 21 de novembro | Alemanha                                       | 4 – 0     | Estados Unidos | Estádio Charrúa, Montevidéu               |
| 17:00          | Fudalla 4' · Martinez 32', 65' · Donhauser 89' | Relatório |                | Público: 518 Árbitro: ARG Laura Fortunato |

| 21 de novembro | Camarões  | 1 – 2     | Coreia do Norte                   | Estádio Alberto Suppici, Colônia do Sacramento  |
| 17:00          | Kameni 6' | Relatório | Ko Kyong-hui 45' · Ri Su-jong 75' | Público: 527 Árbitro: CAN Marie-Soleil Beaudoin |

### Grupo D
| Seleção       | Pts | J | V | E | D | GP | GC | SG |
| ------------- | --- | - | - | - | - | -- | -- | -- |
| Espanha       | 7   | 3 | 2 | 1 | 0 | 10 | 1  | +9 |
| Canadá        | 6   | 3 | 2 | 0 | 1 | 5  | 5  | 0  |
| Colômbia      | 2   | 3 | 0 | 2 | 1 | 2  | 5  | –3 |
| Coreia do Sul | 1   | 3 | 0 | 1 | 2 | 1  | 7  | –6 |

| 14 de novembro | Coreia do Sul | 0 – 4     | Espanha                                     | Estádio Charrúa, Montevidéu                  |
| 16:00          |               | Relatório | Navarro 17' · Pina 51', 65' · Hernández 59' | Público: 259 Árbitro: USA Ekaterina Koroleva |

| 14 de novembro | Canadá                                        | 3 – 0     | Colômbia | Estádio Charrúa, Montevidéu            |
| 19:00          | Huitema 77' · Williams 88' · De Filippo 90+4' | Relatório |          | Público: 249 Árbitro: GER Riem Hussein |

| 17 de novembro | Coreia do Sul | 0 – 2     | Canadá                       | Estádio Charrúa, Montevidéu              |
| 16:00          |               | Relatório | Huitema 59' · Kazandjian 74' | Público: 329 Árbitro: CHI María Carvajal |

| 17 de novembro | Colômbia    | 1 – 1     | Espanha   | Estádio Charrúa, Montevidéu                 |
| 19:00          | Robledo 53' | Relatório | Mabel 52' | Público: 448 Árbitro: JPN Yoshimi Yamashita |

| 21 de novembro | Colômbia      | 1 – 1     | Coreia do Sul        | Estádio Alberto Suppici, Colônia do Sacramento |
| 14:00          | Robledo 90+1' | Relatório | Cho Mi-jin 14' (pen) | Público: 472 Árbitro: POR Sandra Braz          |

| 21 de novembro | Espanha                                                    | 5 – 0     | Canadá | Estádio Charrúa, Montevidéu                      |
| 14:00          | Paralluelo 9' · I. López 22', 50' · Pina 25' · Navarro 71' | Relatório |        | Público: 369 Árbitro: RUS Anastasia Pustovoitova |

## Fase final
|  | Quartas de final            | Quartas de final            |                             |        | Semifinais     | Semifinais     |  |  | Final                      | Final |
|  |                             |                             |                             |        |                |                |  |  |                            |       |
|  | 24 de novembro – Colônia    |                             |                             |        |                |                |  |  |                            |       |
|  |                             |                             |                             |        |                |                |  |  |                            |       |
|  | Japão                       | 1 (3)                       |                             |        |                |                |  |  |                            |       |
|  | Japão                       | 1 (3)                       | 28 de novembro – Montevidéu |        |                |                |  |  |                            |       |
|  | Nova Zelândia (pen)         | 1 (4)                       |                             |        |                |                |  |  |                            |       |
|  | Nova Zelândia (pen)         | 1 (4)                       | Nova Zelândia               | 0      |                |                |  |  |                            |       |
|  | 24 de novembro – Colônia    |                             | Nova Zelândia               | 0      |                |                |  |  |                            |       |
|  |                             | Espanha                     | 2                           |        |                |                |  |  |                            |       |
|  | Espanha (pen)               | Espanha                     | 2                           | 1 (3)  |                |                |  |  |                            |       |
|  | Espanha (pen)               |                             | 1 de dezembro – Montevidéu  | 1 (3)  |                |                |  |  |                            |       |
|  | Coreia do Norte             | 1 (1)                       |                             |        |                |                |  |  |                            |       |
|  | Coreia do Norte             | 1 (1)                       | Espanha                     | 2      |                |                |  |  |                            |       |
|  | 25 de novembro – Montevidéu |                             | Espanha                     | 2      |                |                |  |  |                            |       |
|  |                             | México                      | 1                           |        |                |                |  |  |                            |       |
|  | Gana                        | México                      | 1                           | 2 (2)  |                |                |  |  |                            |       |
|  | Gana                        | 28 de novembro – Montevidéu |                             | 2 (2)  |                |                |  |  |                            |       |
|  | México (pen)                | 2 (4)                       |                             |        |                |                |  |  |                            |       |
|  | México (pen)                | 2 (4)                       | México                      | 1      | Terceiro lugar | Terceiro lugar |  |  |                            |       |
|  | 25 de novembro – Montevidéu |                             | México                      | 1      | Terceiro lugar | Terceiro lugar |  |  |                            |       |
|  |                             | Canadá                      | 0                           |        |                |                |  |  |                            |       |
|  | Alemanha                    | Canadá                      | 0                           | 0      | Nova Zelândia  | 2              |  |  |                            |       |
|  | Alemanha                    |                             |                             | 0      | Nova Zelândia  | 2              |  |  |                            |       |
|  | Canadá                      | 1                           |                             | Canadá | 1              |                |  |  |                            |       |
|  | Canadá                      | 1                           |                             |        | 1              |                |  |  |                            |       |
|  |                             |                             |                             |        |                |                |  |  | 1 de dezembro – Montevidéu |       |
|  |                             |                             |                             |        |                |                |  |  |                            |       |

### Quartas de final
| 24 de novembro | Espanha  | 1 – 1     | Coreia do Norte    | Estádio Alberto Suppici, Colônia do Sacramento |
| 14:00          | Pina 72' | Relatório | Kim Kyong-yong 74' | Público: 675 Árbitro: HUN Katalin Kulcsár      |

|                                   |       | Penalidades                                  |  |
| Hernández I. López Navarro Nevado | 3 – 1 | Kim Yun-ok Ri Su-gyong Ri Sin-ok Choe Kum-ok |  |

| 24 de novembro | Japão                    | 1 – 1     | Nova Zelândia | Estádio Alberto Suppici, Colônia do Sacramento |
| 17:00          | Mackay-Wright 31' (g.c.) | Relatório | Abbott 17'    | Público: 477 Árbitro: USA Ekaterina Koroleva   |

|                                            |       | Penalidades                       |  |
| Matsuda Kinoshita Tomioka Kamiya Yoshizumi | 3 – 4 | Hahn Wisnewski Brown Stewart Leat |  |

| 25 de novembro | Gana                   | 2 – 2     | México               | Estádio Charrúa, Montevidéu              |
| 16:00          | Abdulai 46' · Teye 75' | Relatório | Pérez 61' (pen), 82' | Público: 477 Árbitro: CHI María Carvajal |

|                               |       | Penalidades                  |  |
| Abdulai Tweneboaa Teye Oppong | 2 – 4 | Pérez Flores Mauleón Peralta |  |

| 25 de novembro | Alemanha | 0 – 1     | Canadá      | Estádio Charrúa, Montevidéu                 |
| 19:00          |          | Relatório | Huitema 83' | Público: 719 Árbitro: RWA Salima Mukansanga |

### Semifinal
| 28 de novembro | Nova Zelândia | 0 – 2     | Espanha                 | Estádio Charrúa, Montevidéu                 |
| 16:00          |               | Relatório | Pina 39' · I. López 48' | Público: 369 Árbitro: JPN Yoshimi Yamashita |

| 28 de novembro | México          | 1 – 0     | Canadá | Estádio Charrúa, Montevidéu                      |
| 19:00          | Pérez 25' (pen) | Relatório |        | Público: 628 Árbitro: RUS Anastasia Pustovoitova |

### Disputa pelo terceiro lugar
| 1 de dezembro | Nova Zelândia     | 2 – 1     | Canadá         | Estádio Charrúa, Montevidéu              |
| 16:00         | Wisnewski 1', 13' | Relatório | Kazandjian 64' | Público: 1 328 Árbitro: GER Riem Hussein |

### Final
| 1 de dezembro | Espanha       | 2 – 1     | México     | Estádio Charrúa, Montevidéu                       |
| 19:00         | Pina 16', 26' | Relatório | Castro 29' | Público: 5 488 Árbitro: CAN Marie-Soleil Beaudoin |

## Premiações
| Copa do Mundo de Futebol Feminino Sub-17 de 2018 |
| Espanha                                          |
| ------------------------------------------------ |
| ESPANHA Campeã (1º título)                       |

### Individuais
| Chuteira de Ouro     | Bola de Ouro     | Luva de Ouro      | Fair Play |
| -------------------- | ---------------- | ----------------- | --------- |
| GHA Mukarama Abdulai | ESP Clàudia Pina | ESP Catalina Coll | Japão     |

## Artilharia
7 gols (2)
- ESP Clàudia Pina
- GHA Mukarama Abdulai

3 gols (4)
- CAN Jordyn Huitema
- ESP Irene López
- MEX Nicole Pérez
- NZL Grace Wisnewski

2 gols (12)
- CAN Lara Kazandjian
- CMR Alice Kameni
- COL Gisela Robledo
- ESP Eva Navarro
- GER Gia Corley
- GER Shekiera Martinez
- GHA Millot Pokuaa
- JPN Haruka Osawa
- JPN Sara Ito
- NZL Kelli Brown
- PRK Kim Kyong-yong
- USA Sunshine Fontes

1 gol (35)
- BRA Amanda
- BRA Jheniffer
- BRA Júlia
- BRA Maria Eduarda
- CAN Andersen Williams
- CAN Jessica De Filippo
- ESP Mabel Okoye
- ESP Paola Hernández
- ESP Salma Paralluelo
- FIN Aino Vuorinen
- FIN Jenni Kantanen
- GER Laura Donhauser
- GER Charlotte Blümel
- GER Sophie Weidauer
- GER Vanessa Fudalla
- GHA Fuseina Mumuni
- GHA Grace Animah
- GHA Suzzy Teye
- JPN Momoka Kinoshita
- JPN Tomoko Tanaka
- JPN Yuzuki Yamamoto
- KOR Cho Mi-jin
- MEX Alison González
- MEX Denise Castro
- MEX Vanessa Buso
- NZL Amelia Abbott
- PRK Kim Yun-ok
- PRK Ko Kyong-hui
- PRK Ri Kum-hyang
- PRK Ri Su-jong
- PRK Yun Ji-hwa
- RSA Zethembiso Vilakazi
- URU Belén Aquino
- URU Esperanza Pizarro
- USA Mia Fishel

Gols contra (1)
- NZL Hannah Mackay-Wright (para o Japão)